# Rafael Furcal
Rafael Antoni Furcal (né le 24 octobre 1977 à Loma de Cabrera en République dominicaine) est un ancien joueur d'arrêt-court des Ligues majeures de baseball.
Recrue de l'année dans la Ligue nationale en 2000, cet ancien joueur des Dodgers de Los Angeles, des Braves d'Atlanta et des Cardinals de Saint-Louis compte trois sélections au match des étoiles (2003, 2010 et 2012) et est un champion de la Série mondiale 2011 avec Saint-Louis.

## Biographie

### Début de carrière
Rafael Furcal a étudié au lycée Jose Cabrera à Loma de Cabrera où il jouait dans les équipes de baseball et de basket-ball. Le 9 novembre 1996, il signe un contrat d'agent libre avec les Braves d'Atlanta avec un bonus à la signature de 5 000 USD. Il commence sa carrière professionnelle avec les Gulf Coast Braves en 1997 au poste de joueur de deuxième but. La saison suivante avec les Danville Braves, il frappe avec une moyenne de  0,328 et vole 60 buts en seulement 66 matchs, le meilleur total de l'Appalachian League. Il est nommé joueur de l'année de l'équipe et participe au match des étoiles de la ligue.
En 1999, il est repositionné sur le terrain et devient l'arrêt-court des Macon Braves en South Atlantic League. Il frappe avec une moyenne de 0,337, 29 points produits et vole 73 buts en 83 matchs. Au cours de la saison, il est promu en Carolina League avec les Myrtle Beach Pelicans où il frappe avec une moyenne de 0,293 et vole 23 buts en 43 matchs. Avec 96 buts volés, il mène les ligues mineures. Il est sélectionné dans la première équipe-type des ligues mineures du magazine Baseball America et dans l'équipe des étoiles de la South Atlantic League.

### Carrière en Ligue majeure

#### Dodgers de Los Angeles
Le 16 décembre 2008, il a été annoncé que Rafael Furcal s'était entendu au sujet d'un contrat de 3 ans plus une année d'option avec son équipe originale, les Braves. Furcal avait rejeté une offre plus lucrative des A's d'Oakland. Cependant, il fut annoncé le lendemain que le joueur d'avant-champ avait plutôt signé avec les Dodgers une nouvelle entente de 3 saisons et une année d'option, dont les termes financiers s'élèvent à 30 millions de dollars. Le directeur-gérant des Braves d'Atlanta, Frank Wren, qui prétendait avoir conclu une entente avec Furcal, déclara ne plus vouloir traiter avec les agents de celui-ci, Paul Kinzer et Arm Tellem, dont il questionna les méthodes.

#### Cardinals de Saint-Louis
Le 31 juillet 2011, les Dodgers échangent Furcal aux Cardinals de Saint-Louis en retour du voltigeur des ligues mineures Alex Castellanos. Furcal termine la saison avec 8 circuits, 28 points produits, et une moyenne au bâton de, 231 en 87 matchs, loin des statistiques offensives obtenues la saison précédente à Los Angeles. En séries éliminatoires, il frappe un triple et marque l'unique point du cinquième et dernier match de Série de divisions qui voit les Cards éliminer la meilleure équipe de la ligue, les Phillies de Philadelphie, avec une victoire de 1-0. Furcal termine les séries d'après-saison avec une très faible moyenne au bâton de, 104 (huit coups sûrs en 77 présences au bâton) mais est champion de la Série mondiale 2011 avec Saint-Louis.
En décembre 2011, les Cards mettent Furcal sous contrat pour deux ans.
Il dispute 121 matchs en 2012 et frappe pour ,264 avec 5 circuits, 49 points produits et 12 buts volés. Ennuyé par des douleurs au coude droit, il doit subir en mars 2013 une opération de type Tommy John et rate une saison complète.

### Marlins de Miami
Furcal, qui a raté toute la saison de baseball 2013 et n'a pas joué depuis août 2012, signe en décembre 2013 un contrat d'un an avec les Marlins de Miami. Une blessure aux muscles ischio-jambiers le tient à l'écart des terrains et il ne joue que 9 matchs pour Miami.

## Statistiques
| Saison | Équipe     | G    | AB   | R   | H    | 2B  | 3B | HR  | RBI | SB  | BA    |
| ------ | ---------- | ---- | ---- | --- | ---- | --- | -- | --- | --- | --- | ----- |
| 2000   | Atlanta    | 131  | 455  | 87  | 134  | 20  | 4  | 4   | 37  | 40  | 0,295 |
| 2001   | Atlanta    | 79   | 324  | 39  | 89   | 19  | 0  | 4   | 30  | 22  | 0,275 |
| 2002   | Atlanta    | 154  | 636  | 95  | 175  | 31  | 8  | 8   | 47  | 27  | 0,275 |
| 2003   | Atlanta    | 156  | 664  | 130 | 194  | 35  | 10 | 15  | 61  | 25  | 0,292 |
| 2004   | Atlanta    | 143  | 563  | 103 | 157  | 24  | 5  | 14  | 59  | 29  | 0,279 |
| 2005   | Atlanta    | 154  | 616  | 100 | 175  | 31  | 11 | 12  | 58  | 46  | 0,284 |
| 2006   | LA Dodgers | 159  | 654  | 113 | 196  | 32  | 9  | 15  | 63  | 37  | 0,300 |
| 2007   | LA Dodgers | 138  | 581  | 87  | 157  | 23  | 4  | 6   | 47  | 25  | 0,270 |
| 2008   | LA Dodgers | 36   | 143  | 34  | 51   | 12  | 2  | 5   | 16  | 8   | 0,357 |
| 2009   | LA Dodgers | 150  | 613  | 92  | 165  | 28  | 5  | 9   | 47  | 12  | 0,269 |
| 2010   | LA Dodgers | 97   | 383  | 66  | 115  | 23  | 7  | 8   | 43  | 22  | 0,300 |
| Totaux | Totaux     | 1397 | 5632 | 946 | 1608 | 278 | 65 | 100 | 508 | 293 | 0,286 |

| Saison | Équipe     | G  | AB  | R  | H  | 2B | 3B | HR | RBI | SB | BA   |
| ------ | ---------- | -- | --- | -- | -- | -- | -- | -- | --- | -- | ---- |
| 2000   | Atlanta    | 3  | 11  | 2  | 1  | 0  | 0  | 0  | 0   | 0  | .091 |
| 2002   | Atlanta    | 5  | 24  | 2  | 6  | 1  | 1  | 0  | 2   | 1  | .250 |
| 2003   | Atlanta    | 5  | 19  | 3  | 4  | 0  | 0  | 0  | 0   | 1  | .211 |
| 2004   | Atlanta    | 5  | 21  | 5  | 8  | 0  | 1  | 2  | 4   | 3  | .381 |
| 2005   | Atlanta    | 4  | 20  | 1  | 3  | 0  | 0  | 0  | 0   | 3  | .150 |
| 2006   | LA Dodgers | 3  | 11  | 1  | 2  | 0  | 0  | 0  | 1   | 2  | .182 |
| 2008   | LA Dodgers | 8  | 31  | 9  | 8  | 0  | 0  | 0  | 3   | 0  | .258 |
| 2009   | LA Dodgers | 8  | 33  | 2  | 9  | 1  | 1  | 0  | 3   | 1  | .272 |
| Totaux | Totaux     | 41 | 170 | 25 | 41 | 2  | 3  | 3  | 13  | 12 | .241 |

Note : G = Matches joués ; AB = Passages au bâton; R = Points ; H = Coups sûrs ; 2B = Doubles ; 3B = Triples ; 
HR = Coup de circuit ; RBI = Points produits ; SB = Buts volés ; BA = Moyenne au bâton.